# Joana Conceição
Joana de Jesus da Conceição Pedro André e Pedro é uma política angolana. Filiada ao Movimento Popular de Libertação de Angola (MPLA), é deputada de Angola pela província de Malanje desde 28 de setembro de 2017.
Conceição licenciou-se em pedagogia e trabalhou como professora. De 1979 a 1987, trabalhou no Departamento de Reconstrução Nacional da Juventude do MPLA. De 2003 a 2010, exerceu funções partidárias do MPLA em Malanje. A partir de 2011, passou a integrar a Organização da Mulher Angolana (OMA).